# Karol Mondek
Karol Mondek (ur. 2 czerwca 1991 w Martinie) – słowacki piłkarz, występujący na pozycji pomocnika, w AS Trenčín, AGOVV Apeldoorn, Baníku Ostrawa, Rakowie Częstochowa, SFC Opavie i FC ViOn Zlaté Moravce.

## Statystyki

### Klubowe
(aktualne na dzień 26 czerwca 2021)
| Klub                   | Sezon              | Liga               | Liga  | Liga   | Puchar kraju | Puchar kraju | Puchary Europejskie | Puchary Europejskie | Suma  | Suma   |
| Klub                   | Sezon              | Liga               | Mecze | Bramki | Mecze        | Bramki       | Mecze               | Bramki              | Mecze | Bramki |
| ---------------------- | ------------------ | ------------------ | ----- | ------ | ------------ | ------------ | ------------------- | ------------------- | ----- | ------ |
| AS Trenčín             | 2010/11            | I liga             | 15    | 0      | 2            | 0            | –                   | –                   | 17    | 0      |
| AS Trenčín             | 2011/12            | I liga             | 6     | 0      | –            | –            | –                   | –                   | 6     | 0      |
| AS Trenčín             | Ogólnie            | Ogólnie            | 21    | 0      | 2            | 0            | 0                   | 0                   | 23    | 0      |
| AGOVV Apeldoorn (wyp.) | 2011/12            | Eerste divisie     | 14    | 0      | –            | –            | –                   | –                   | 14    | 0      |
| AGOVV Apeldoorn (wyp.) | Ogólnie            | Ogólnie            | 14    | 0      | 0            | 0            | 0                   | 0                   | 14    | 0      |
| AS Trenčín             | 2012/13            | I liga             | 23    | 1      | 2            | 0            | 0                   | 0                   | 25    | 1      |
| AS Trenčín             | 2013/14            | I liga             | 26    | 4      | 1            | 0            | 4                   | 0                   | 31    | 4      |
| AS Trenčín             | 2014/15            | I liga             | 28    | 0      | 7            | 1            | 4                   | 0                   | 39    | 1      |
| AS Trenčín             | Ogólnie            | Ogólnie            | 77    | 5      | 10           | 1            | 8                   | 0                   | 95    | 6      |
| Baník Ostrawa          | 2015/16            | I liga             | 28    | 1      | 1            | 0            | –                   | –                   | 29    | 1      |
| Baník Ostrawa          | 2016/17            | II liga            | 19    | 3      | 3            | 0            | –                   | –                   | 22    | 3      |
| Baník Ostrawa          | Ogólnie            | Ogólnie            | 47    | 4      | 4            | 0            | 0                   | 0                   | 51    | 4      |
| Raków Częstochowa      | 2017/18            | I liga             | 27    | 4      | –            | –            | –                   | –                   | 27    | 4      |
| Raków Częstochowa      | 2018/19            | I liga             | 12    | 1      | 1            | 0            | –                   | –                   | 13    | 1      |
| Raków Częstochowa      | Ogólnie            | Ogólnie            | 39    | 5      | 1            | 0            | 0                   | 0                   | 40    | 5      |
| Opava                  | 2019/20            | I liga             | 30    | 1      | 2            | 0            | –                   | –                   | 32    | 1      |
| Opava                  | 2020/21            | I liga             | 30    | 2      | –            | –            | –                   | –                   | 30    | 2      |
| Opava                  | 2021/22            | I liga             |       |        |              |              |                     |                     |       |        |
| Opava                  | Ogólnie            | Ogólnie            | 60    | 3      | 2            | 0            | 0                   | 0                   | 62    | 3      |
| Ogólnie w karierze     | Ogólnie w karierze | Ogólnie w karierze | 258   | 17     | 19           | 1            | 8                   | 0                   | 285   | 18     |

## Sukcesy

### Klubowe

#### AS Trenčín
- Mistrzostwo Słowacjiː 2014/2015
- Puchar Słowacji: 2014/2015

### Raków Częstochowa
- I liga: 2018/2019[1]